# Kearney (Nebraska)
Kearney ist eine Stadt im Buffalo County, Nebraska. Kearney ist Sitz der County-Verwaltung und der University of Nebraska at Kearney. Kearney spricht sich „kar-ney“ (IPA pronunciation: [ˈkɑɹni]), nicht „ker-ney“.

## Demographie
Nach dem Zensus von 2000 leben die 27.431 Menschen in Kearney in 10.549 Haushalten, 6.160 Familien leben in der Stadt. Die Bevölkerungsdichte betrug 964,6 Einwohner pro Quadratkilometer. Es gab 11.099 „housing units“ bei einer durchschnittlichen Dichte von 390,3 pro Quadratkilometer. Ethnisch gab es 95,18 Prozent Weiße, 0,63 Prozent Schwarze, 0,38 Prozent Indianer, 0,92 Prozent Asiaten, 0,04 Prozent von den pazifischen Inseln und 1,68 Prozent von anderen Ethnien. Menschen mit spanischen oder lateinamerikanischen Wurzeln machten 4,08 Prozent der Bevölkerung aus.
Von den 10.549 Haushalten hatten 30,3 Prozent Kinder unter 18, die bei ihren Eltern lebten, 45,7 Prozent waren zusammenlebende, verheiratete Paare. 9,7 Prozent waren alleinerziehend, 41,6 Prozent waren keine Familien. 28,7 Prozent aller Haushalte waren Singles und in 9,5 Prozent lebte ein Mensch über 65 allein. Die durchschnittliche Haushaltsgröße war 2,37 Personen und die durchschnittliche Familiengröße 2,96.
In Kearney waren 22,2 Prozent der Bevölkerung unter 18, 23,9 Prozent zwischen 18 und 24, 26,2 Prozent zwischen 25 und 44, 17,1 Prozent zwischen 45 und 64 und 10,6 Prozent waren 65 oder älter. Das Durchschnittsalter war 27. Auf 100 Frauen kamen 92,6 Männer. Für 100 Frauen ab 18 gab es 89,7 Männer.
Das Durchschnittseinkommen eines Haushalts betrug 34.829 Dollar, das Durchschnittseinkommen einer Familie 46.650 Dollar. Männer hatten ein Durchschnittseinkommen von 30.150 Dollar gegenüber 22.366 Dollar bei Frauen. Das Pro-Kopf-Einkommen lag bei 17.713 Dollar. 7,4 Prozent der Familien und 13,4 Prozent der Bevölkerung lagen unterhalb der Armutsgrenze, darunter 11,8 Prozent der unter 18-Jährigen und 8,9 Prozent über 65-jährige Einwohner.

## Geschichte

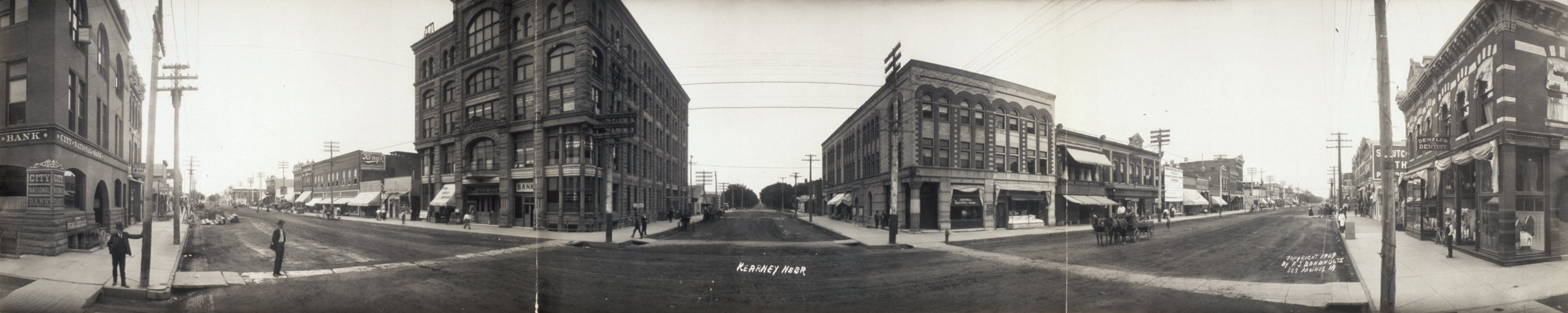
Panorama c. 1909

Die Stadt wurde nach dem naheliegenden Fort Kearny benannt, einem Außenposten der US-Armee am Oregon Trail in der Mitte des 19. Jahrhunderts. Das Fort selbst wurde nach General Stephen W. Kearny benannt. Das zusätzliche „e“ im Ortsnamen wurde aufgrund regelmäßiger Fehler von Postbeamten hinzugefügt, die die Stadt meist falsch adressierten. Die Stadt liegt am Nordufer des Platte River und wuchs anfangs vor allem aufgrund der Eisenbahnstrecke.
Auch in jüngster Zeit kann die Stadt ein regelmäßiges Wachstum von etwa 1000 Einwohnern pro Jahr verzeichnen. Die größten Arbeitgeber sind das Samaritan-Krankenhaus und die Universität. Andere relevante Arbeitgeber sind The Buckle Corporate Headquarters, Eaton Corporation, Baldwin Filters, Coleman Powermate und West Company Pharmaceuticals.

## Attraktionen
Der Campus der University of Nebraska at Kearney liegt in der Stadt und hat jährlich etwa 7000 Studenten. Das Museum of Nebraska Art beherbergt die offizielle staatliche Kunstsammlung. Zwei Meilen östlich der Stadt liegt das „Great Platte River Road Archway Monument“. Die alte Brücke, die die Interstate 80 überspannt, beherbergt ein Museum zur Pionierzeit. Dieses Museum war Schauplatz des Spielfilms About Schmidt (2002).
Westlich der Stadt liegt das Siedlungsgebiet „The 1,733 Estates“. Hier liegt der Mittelpunkt der Strecke Boston–San Francisco.
Die Stadt ist Heimat des United-States-Hockey-League-Teams „Tri-City Storm“, und früher der „Nebraska Cranes“, die 2006 USBL-Champions waren. Beide Teams tragen ihre Spiele im „FirsTier Events Center“ aus, einer großen Arena mit 5000 Plätzen, die zu diesem Zweck gebaut wurde. Die Arena zog auch Größen des Showgeschäfts an, etwa Bob Dylan, Christina Aguilera, Larry the Cable Guy, Jeff Foxworthy, Ringling Brothers and Barnum and Bailey Circus, und die Harlem Globetrotters.
Zwei Kleinbrauereien sowie „Thunderhead Brewing“ und die „Platte Valley“-Brauerei liegen im Zentrum von Kearney. 2004 gewann „Thunderhead Brewing“ eine Goldmedaille für Bier mit Kaffeegeschmack.
Kearney ist Schauplatz des Romans „The Echo Maker“ (dt. „Das Echo der Erinnerung“) aus dem Jahr 2006 von Richard Powers. Zentrales Thema ist neben der Neurobiologie des menschlichen Gehirns der Platte River und die Abertausende von Kranichen, die alljährlich auf ihren Wanderungen am Fluss Rast machen.

## Städtepartnerschaften
Die beiden Partnerstädte von Kearney sind Opava in Tschechien und Dourados in Brasilien.

## Söhne und Töchter der Stadt
- David T. Martin (1907–1997), Politiker der Republikanischen Partei
- Dale E. Wolf (1924–2021), Politiker der Republikanischen Partei, Gouverneur von Delaware
- Peter George Peterson (1926–2018), Manager und Politiker der Republikanischen Partei
- James A. Lake (* 1941), Evolutions- und Molekularbiologe
- Stephen Lawhead (* 1950), US-amerikanischer Schriftsteller
- Kermit Driscoll (* 1956), Jazzbassist
- Jon Bokenkamp (* 1974), US-amerikanischer Fernsehproduzent und Drehbuchautor

## Nachweise
1. ↑  Website der Stadt – Current Sister City Relationships, abgerufen am 9. März 2018